# Ruisbroek (Antwerpen)
Ruisbroek is een deelgemeente van de huidige gemeente Puurs-Sint-Amands, in de provincie Antwerpen. Het dorp ligt aan de linkeroever van de Rupel, op een hoogte van 1 tot 2 meter boven het zeeniveau, Het is daardoor een van de laagst gelegen gemeenten van België. Enkel een smalle van west naar oost gerichte strook halverwege het dorp haalt de hoogte van 3 meter.

## Geschiedenis
Het grondgebied van Ruisbroek bestaat hoofdzakelijk uit gronden die gewonnen werden op het water, door drooglegging van moerassen en natte heidegronden in de zuidelijke helft en in de noordelijke helft door bedijking van een deel van het Hellegat. Het Hellegat was een breed waterbekken in de Rupel, waar waters uit de Nete, de Dijle, de Zenne, de Appeldonkbeek en de Vliet samenvloeiden. Hellegat-Niel is een overblijfsel van het originele toponiem. Bij laagwater en gunstige weersomstandigheden was het bekken doorwaadbaar. Het was gedurende de middeleeuwen en reeds vroeger gekend als een belangrijk wad. Archeologische vondsten van artefacten uit de Vroeg Romeinse periode wijzen al op menselijke aanwezigheid in het hoger gelegen gedeelte, daar waar men gunstige weersomstandigheden en laagwater afwachtte om het wad te kunnen oversteken en de tegenoverliggende oever te bereiken.
De landwinning voltrok zich in de 13de eeuw, onder leiding van vazallen van de heren van Grimbergen. Als deel van het Land van Grimbergen kreeg de parochie Ruisbroek in 1275 een groot aantal wetten en regels opgelegd door de toekenning van het landcharter van het Grimbergen, een eerste stap naar zelfstandige gemeenterechten. Na de dood van Marie van Perwez, vrouw van Grimbergen, werd in 1290 het Land van Rumst, waartoe ook Willebroek en Ruisbroek behoorden, afgesplitst van het Land van Grimbergen en dit werd het erfdeel van haar jongere zoon, Filips van Vianden. Door vererving werd het Land van Rumst in de 15e eeuw erfgoed van de adellijke familie van Luxemburg de Saint-Pol. Als laatste erfgename verkocht Marie van Luxemburg, douairière van Frans van Bourbon-Vendôme, in 1536 het Land van Rumst aan de graaf Hendrik III van Nassau. Na diens dood ging het Land van Rumst over op zijn neef Willem van Nassau, prins van Oranje, die het eigendom in 1559 verkocht aan Melchior Schetz.
Pas in 1661 werden Ruisbroek en Willebroek losgekoppeld van het Land van Rumst. Ruisbroek kwam achtereenvolgens in handen van de families Helman (1551), Mosselman (1731) en Lecocq (1737). Het gemeentewapen van Ruisbroek was gebaseerd op het wapen van deze laatste familie.
Onder het Frans bewind werden alle heerlijke rechten afgeschaft en het dorp Ruisbroek werd een zelfstandige gemeente tot het tijdens de gemeentelijke herindeling van 1977 als deelgemeente bij Puurs gevoegd werd, nu Puurs-Sint-Amands.

## Gasthuis en parochie
In de 12e eeuw hadden de heren van Grimbergen een gasthuis gesticht op het hogere deel van Ruisbroek, ten behoeve van de reizigers en pelgrims die daar het geschikte ogenblik voor hun tocht door het wad afwachtten. De stichters voorzagen dit gasthuis van een altaar dat ze in 1177 opdroegen aan de Norbertinessen van Nieuwenrode. Dit patronaatsrecht ging nadien over op de abdij van Grimbergen. Tijdens de 14e eeuw verhuisde het gasthuis naar Kalfort in Puurs en sindsdien stond het bekend als het gasthuis van Kalfort.
De eerste parochiekerk van Ruisbroek moet ook op het hogere deel van Ruisbroek gestaan hebben, op Sauvegarde, nu grondbied Puurs. De kerk werd vernield tijdens een gevecht tussen de troepen uit de Brusselse ammanie en die van Mechelen in december 1432. Waarschijnlijk diende de Sint-Katharinakapel in de Sint-Katharinastraat tijdelijk als parochiekerk. Na de verwoestingen in het begin van de Tachtigjarige oorlog is tussen 1611 en 1614 een nieuwe parochiekerk opgetrokken op de huidige locatie in Ruisbroek-Dorp.

## Overstromingen
Door de geringe hoogteligging werd het dorp vaak geteisterd door overstromingen. Bekend zijn onder meer de overstromingen in 1546, 1570, 1585, 1682, 1820, 1877, 1953 en 1976. De laatste overstroming vond plaats op 3 januari 1976, toen de dijk van de Vliet het begaf tijdens een storm met een kracht van 11 tot 12 beaufort. Van de 824 hectare die de gemeente toen groot was, stond toen 600 hectare (72%) blank, op sommige plaatsen stond het water tot drie meter hoog. Het monument De Waterhoek geeft aan hoe hoog het water precies stond toen. Na de overstroming werd een pompstation gebouwd, dat het water uit De Vliet naar het Zeekanaal Brussel-Schelde kan pompen als een overstroming dreigt.

## Grondgebied en infrastructuur
Ruisbroek ligt aan de Rupel, maar wordt van de Rupeloever gescheiden door het Zeekanaal Brussel-Schelde dat parallel met de Rupel werd gegraven. Het grondgebied wordt in oost-westrichting doorkruist door spoorlijn 52, met de stopplaats Ruisbroek-Sauvegarde in Sauvegarde. De lijn loopt ten zuiden van de woonkern Ruisbroek, waar hij iets naar het noorden buigt om langs de Zielbeek het Zeekanaal en de Rupel haaks over te steken. Hij loopt dan enkele honderden meters evenwijdig aan de A12 en de N177 alvorens voorbij station Boom een 90-graden-draai naar het noordwesten te maken.

## Bezienswaardigheden
- De Sint-Catharinakerk aan Ruisbroek-Dorp
- Museum De Bres, over de watersnood van 1976, in het dienstencentrum De Nieuwe Ark (Kerkstraat)
- Het Voormalige Gemeentehuis (Ruisbroek-Dorp)
- Diverse Duitse bunkers uit de Eerste Wereldoorlog, onderdeel van de Südabschnitt
- Het beeld De IJzergieter refereert aan de ijzergieterij die hier geweest is
- Het beeld: De Redder refereert aan de watersnoodramp van 1976

## Demografische ontwikkeling
- Bronnen:NIS, Opm:1806 tot en met 1970=volkstellingen; 1976 = inwoneraantal op 31 december

## Gemeentebestuur

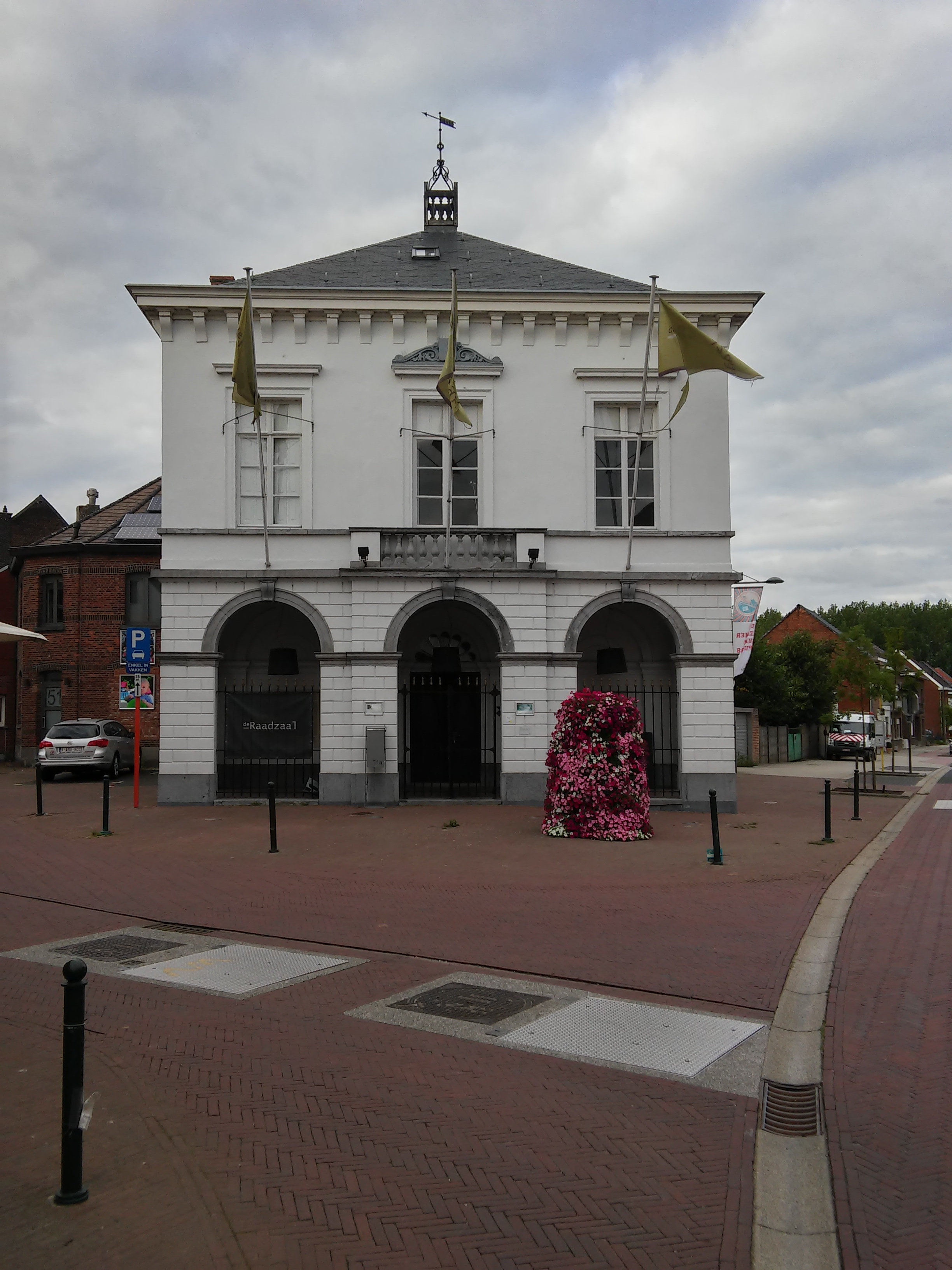
Museum De Bres, voormalig gemeentehuis

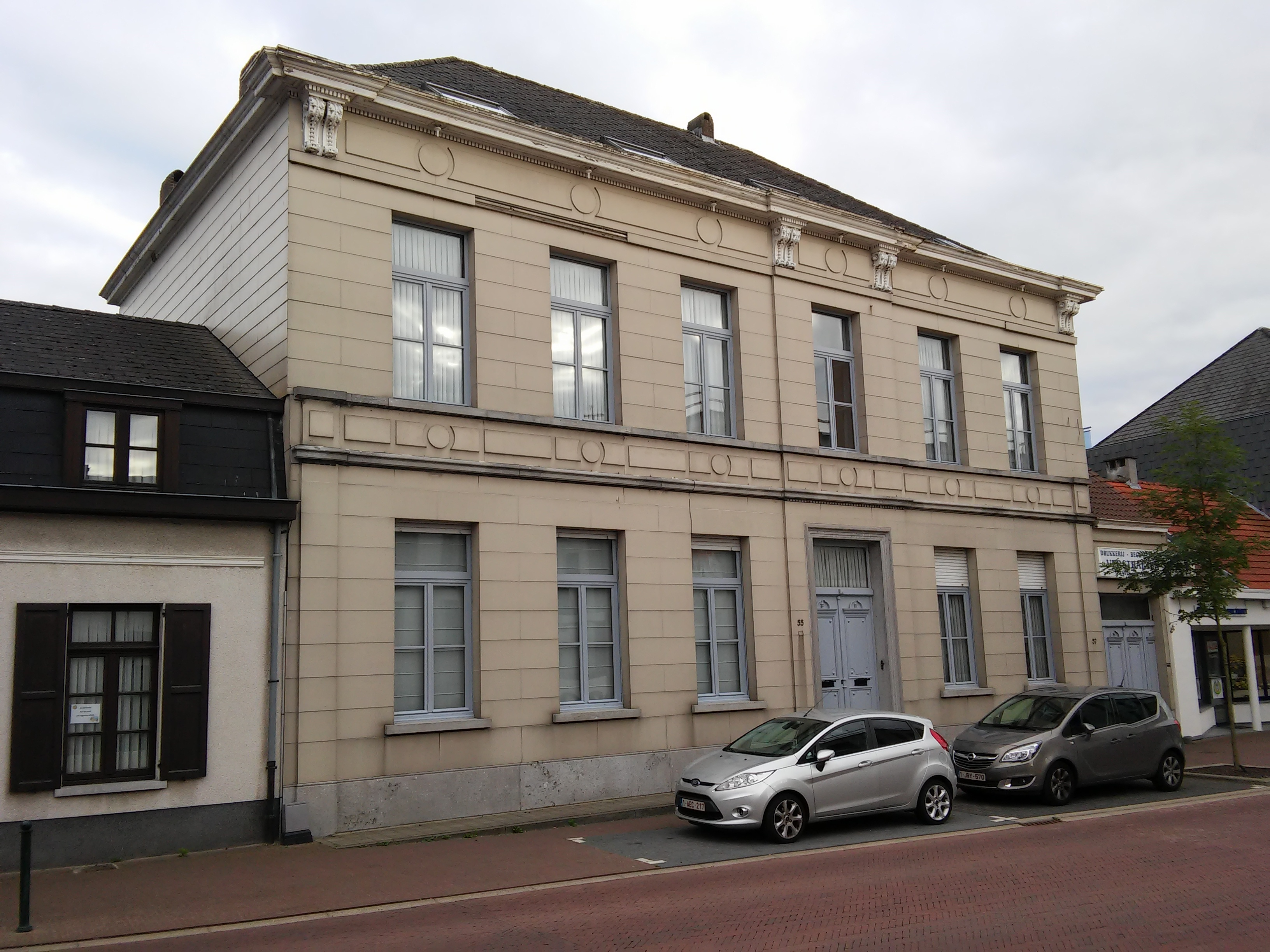
Neoclassicistische woning

Ruisbroek had een eigen gemeentebestuur en burgemeester tot de fusie van eind 1976.

#### Voormalige burgemeesters
| Tijdspanne | Tijdspanne  | Burgemeester                    |
| ---------- | ----------- | ------------------------------- |
|            | 1818 - 1825 | Franciscus Verhulst             |
|            | 1825 - 1863 | Petrus Joannes De Pauw          |
|            | 1864 - 1866 | Laurentius De Pauw              |
|            | 1867 - 1878 | Petrus Franciscus De Wachter    |
|            | 1879 - 1881 | Josephus Nicolaes Leys          |
|            | 1882 - 1891 | Carolus Ludovicus Caluwé        |
|            | 1892 - 1901 | Petrus Joannes Van den Mooter   |
|            | 1901 - 1920 | Charles Lefebvre (Kath. Partij) |
|            | 1921 - 1938 | Frans Van Bosch                 |
|            | 1939 - 1970 | Jan Jules De Schepper           |
|            | 1971 - 1976 | Omer De Pauw                    |

## Bekende inwoners
- Jean Adriaensens, ex-wielrenner
- Francis De Greef, ex-wielrenner
- Kris Peeters, politicus